# Museo marítimo de Kōbe
El museo marítimo de Kōbe (神戸海洋博物館 Kōbe kaiyō hakubutsukan?) consiste en una exhibición de embarcaciones, estructuras portuarias e historia del puerto de la ciudad de Kōbe, capital de la prefectura de Hyōgo (Japón). Fundado en 1987 en el parque Meriken, se encuentra adyacente al museo corporativo de Kawasaki Heavy Industries, con el cual colabora desde su apertura.

## Historia
Fue construido en 1987 para conmemorar el 120.º aniversario de la apertura del puerto de Kōbe al comercio con extranjeros, con el fin del período Edo en 1968. La arquitectura del edificio se caracteriza por su techado, a base de un entramado de líneas blancas que buscan simular las velas y el aparejo de un velero. En mayo de 2006 la empresa Kawasaki Heavy Industries levantó adyacente al museo marítimo su muestra corporativa, Kawasaki Good Times World, con exhibiciones en torno al transporte marítimo, terrestre y aéreo, entre ellas, una colección de motocicletas Kawasaki. El complejo fue renovado y reinaugurado en 2020, bajo el lema «El viaje de Kōbe y su puerto».

## Exhibiciones

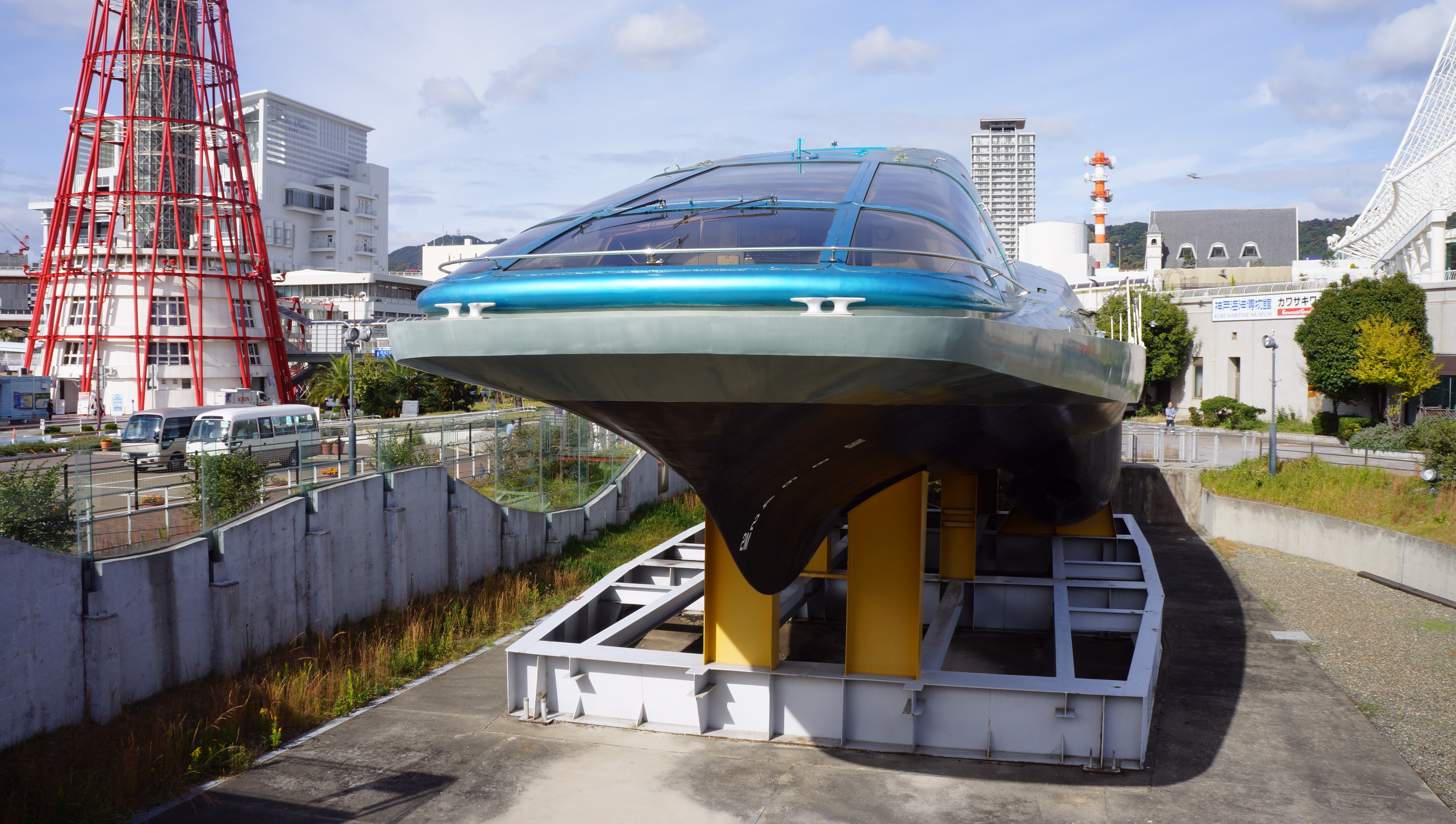
El Yamato 1 en el exterior del museo.

El museo cuenta con diversas exposiciones de réplicas de barcos de varias épocas, estructuras del puerto e información de la historia portuaria de la ciudad y su posición contemporánea en el comercio internacional. También cuenta con diversos simuladores de embarcaciones, trenes balas y helicópteros. El vestíbulo muestra un vídeo integrado con el salón, que muestra la llegada del buque británico Rodney a Kōbe. Las diferentes estancias cuentan con dioramas de embarcaciones en orden cronológico, desde veleros occidentales hasta barcos de pasajeros y de carga, además de navíos comerciales del período Edo. En la zona exterior, en el parque Meriken, exhibe el Yamato 1.